# Kisbárapáti
Kisbárapáti is een plaats (község) en gemeente in het Hongaarse comitaat Somogy. Kisbárapáti telt 536 inwoners (2001).